# Saint-Priest-la-Marche
Saint-Priest-la-Marche település Franciaországban, Cher megyében. Lakosainak száma 249 fő (2022. január 1.). Saint-Priest-la-Marche Préveranges, Saint-Saturnin, Bussière-Saint-Georges, Saint-Marien, Pérassay és Vijon községekkel határos.

## Népesség
A település népessége az elmúlt években az alábbi módon változott:
| Lakosok száma | 425  | 282  | 228  | 228  | 229  | 227  | 229  | 241  | 244  | 249  |
|               | 1968 | 1982 | 1990 | 2006 | 2013 | 2015 | 2017 | 2019 | 2020 | 2022 |